# Pierre Figeys
Pierre Figeys (Sint-Jans-Molenbeek, 22 maart 1924 – 25 september 2010) was een Belgisch voetballer en voetbalcoach.

## Carrière
Figeys begon zijn carrière bij RSC Anderlecht, waar hij de doublure was van Henri Meert. Hij werd twee keer kampioen met Anderlecht, waaronder in het eerste kampioenenseizoen van de club in 1946/47. In 1950 werd hij betrokken in de transfer van Marcel De Corte van Racing Gent naar Anderlecht: samen met Arnold Vandereecken, Pierre Erroelen, Victor Erroelen, Jacques Mertens, Michel Van Vaerenbergh en Jean Wijns maakte hij de overstap naar Gent. 
Na vier seizoenen bij Gent trok Figeys in 1954 naar Antwerp FC. In het seizoen 1955/56 speelde hij nog 27 van de 30 competitiewedstrijden, maar in de zomer van 1956 liep hij een schouderblessure op, waarop hij zijn plaats verloor aan Wim Coremans. Met Coremans in doel werd Antwerp in het seizoen 1956/57 landskampioen.
Na zijn spelerscarrière werd hij trainer, onder andere bij Ternat en VG Oostende. In 1968 werd hij met Eendracht Aalst kampioen in Derde klasse, maar Cercle Brugge diende klacht in omdat de ploegafgevaardigde van Eendracht Aalst de naam van een reservedoelman en een reserveveldspeler had verwisseld, waardoor Aalst op het einde van de wedstrijd tegen Cercle Brugge twee doelmannen op het veld had staan. Hierdoor verspeelde Aalst de promotie naar Tweede klasse. Later werd hij nog de assistent van Jef Jurion bij KSC Lokeren en KSK Beveren, en van Jean Cornelis bij RAA Louviéroise. Daarna werd hij jeugdcoach bij Anderlecht, waar hij onder andere Walter Bassegio ontdekte.
Figeys was ook directeur van de Generale Bank aan het Dapperheidsplein in Anderlecht. Hij lag aan de basis van het sponsorcontract tussen RSC Anderlecht en de Generale Bank, dat bijna 40 jaar zou standhouden.